# Allmän färjeled
En allmän färjeled är i Sverige en färja som är del av det allmänna vägnätet. De allmänna färjelederna trafikeras med färjor från Trafikverket Färjerederiet en statlig affärsenhet och resandet är avgiftsfritt.

## Historia
Den allmänna färjetrafiken var en del av kronoskjutsen som tillkom på 1600-talet. Tingslagen skulle tillhandahålla transport över vatten mot en avgift. När vägväsendet förstatligades 1944 kom denna färjetrafik att ingå i vägförvaltningar som bildades.

## Utlandet
I Finland är insjöfärjeleder i princip avgiftsfria, medan många leder i havet, inklusive inom Åland är avgiftsbelagda.[källa behövs]
I Norge är i princip alla färjeleder avgiftsbelagda.[källa behövs] De drivs vanligen på entreprenad av privata företag på uppdrag av fylkestingen.
Även i Danmark är alla färjeleder avgiftsbelagda. I Danmark är de flesta färjeleder lite längre, tar ofta en halvtimme eller en timme, och har större fartyg, eftersom broar eller tunnlar byggs över alla smala sund.

## Källhänvisningar
1. ↑  Färjerederiet Trafikverket Historia Arkiverad 11 augusti 2011 hämtat från the Wayback Machine.
2. ↑  ”Transportavgifter”. Arkiverad från originalet den 30 juni 2011. https://web.archive.org/web/20110630233011/http://www.ely-keskus.fi/swe/Ely_centralerna/Egentligafinland/Skargardstrafik/Sidor/Transportavgifter.aspx. Läst 27 april 2012.